# Goran Višnjić
Goran Višnjić (Šibenik (Kroatië), 9 september 1972) is een Kroatisch acteur, die ook in Amerikaanse films en televisieseries speelt.
Višnjić was parachutist in het Kroatische leger voordat hij acteur werd. Van 1993 tot 2000 was hij de jongste Hamlet ooit, in het gelijknamige toneelstuk van Shakespeare.
In 1995 speelde hij voor het eerst in een Amerikaanse productie, de televisiefilm Night Watch met Pierce Brosnan in de hoofdrol. Zijn doorbraak kwam echter met zijn rol in de film Welcome to Sarajevo uit 1997.
In 1998 speelde hij niet alleen naast Nicole Kidman en Sandra Bullock in de film Practical Magic, maar speelde hij ook de minnaar van Madonna in de videoclip bij haar hit The Power of Good-bye.
De grootste bekendheid verwierf Višnjić echter als Dr. Luka Kovač in de televisieserie E.R..
In 2004 speelde hij de hoofdrol in de film Spartacus. Daarna was hij te zien in Elektra naast Jennifer Garner.
In 2015 speelt Goran de rol van Marco Sporazza in het derde seizoen van de misdaadserie Crossing Lines. Dit is meteen het laatste seizoen, aangezien na drie seizoenen de stekker eruit wordt getrokken.